# Elettrometro di Lippmann

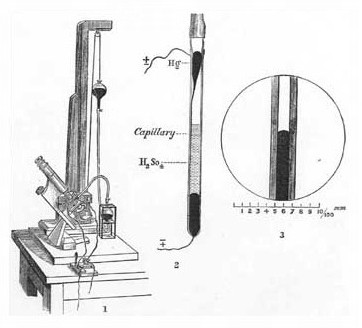
Illustrazione di un elettrometro di Lippmann

L'elettrometro di Lippmann è un particolare elettrometro a capillare utilizzato per rilevare impulsi di corrente di lieve intensità.
Fu inventato da Gabriel Lippmann nel 1873
Tale dispositivo consiste in un capillare riempito per metà da mercurio; sopra il mercurio si trova una soluzione acquosa contenente acido solforico. Le estremità del capillare sono collegate a dei fili conduttori. Quando tra questi fili passa corrente, si ha una variazione della tensione superficiale del mercurio, che si innalza verso l'alto; tale innalzamento viene ad essere misurato attraverso un opportuno microscopio dotato di scala graduata.
Nel 1887 l'elettrometro di Lippmann fu utilizzato nel primo apparecchio ECG, messo a punto da Augustus Desiré Waller.